# Martín Becerra
Martín Alfredo Becerra (Santa Fe, 1968) es un investigador y profesor universitario argentino. Es investigador principal en el CONICET y docente en diversas universidades nacionales. Es especialista en medios de comunicación e industrias culturales.

## Biografía
Becerra se graduó de Licenciado en Ciencias de la Comunicación por la Universidad de Buenos Aires. Posteriormente, realizó sus estudios de posgrado en la Universidad Autónoma de Barcelona, recibiendo los títulos de Magíster y Doctor en Ciencias de la Información.
Es docente de posgrado en las universidades nacionales de Quilmes, Buenos Aires y Universidad Nacional de Rosario, y en universidades latinoamericanas e impartió conferencias en universidades españolas, norteamericanas, suecas, brasileñas, mexicanas, chilenas, colombianas y ecuatorianas. Se desempeñó como Secretario Académico de la Universidad Nacional de Quilmes, director del Departamento de Ciencias Sociales y director de la Licenciatura en Comunicación Social de esa Universidad.
Dirige el Programa de Investigación «Industrias culturales y espacio público: comunicación y política en la Argentina» y el Centro de Investigaciones ICEP en la Universidad Nacional de Quilmes, que está integrado por seis proyectos y más de 30 investigadores formados y en formación. Numerosas publicaciones del Programa se hallan disponibles en su sitio web Icepunq.
Creó, junto a Guillermo Mastrini, la Maestría en Industrias Culturales: políticas y gestión, de la Universidad Nacional de Quilmes, de la que fue su primer director entre 2007 y 2009 y en la que ejerce como profesor.
Actualmente, Becerra es Profesor Titular por concurso del seminario-taller de Introducción al Procesamiento de Datos, Telemática e Informática, en la carrera de Ciencias de la Comunicación, Facultad de Ciencias Sociales (UBA) y de la asignatura Políticas de Comunicación de la Universidad Nacional de Quilmes.
Especializado en el estudio de los sistemas de medios de comunicación en América Latina y en los procesos de concentración de estos medios, así como en la evolución convergente de las tecnologías de la información y la comunicación, ha escrito varios libros sobre el tema y fue un importante impulsor de la Ley de Servicios de Comunicación Audiovisual, sancionada en la Argentina en 2009. Sus artículos periodísticos sobre la ley, así como varias de las entrevistas radiales y televisivas sobre la regulación de medios, están recopilados en su bitácora QUIPU.
Trabajó como redactor y colaborador en medios gráficos de la Argentina, como el diario El Cronista y la revista Humor, y realiza periódicas colaboraciones con diarios y revistas sobre medios de comunicación, historia de los medios, transformaciones del espacio público, y sobre la convergencia de la tecnologías de la información.
Entre 2006 y 2009 publicó, junto a Guillermo Mastrini, varios libros (ver Obra) sobre estructura y concentración de medios en América Latina. En 2012 publicó, junto a Sebastián Lacunza, el libro WikiMediaLeaks, sobre los archivos de WikiLeaks no difundidos por los medios masivos de comunicación de América Latina, por afectar sus propios intereses. En 2013 publicó, junto a Ángel García Castillejo, Luis Arroyo y Óscar Santamaría, el libro Cajas mágicas: el renacimiento de la televisión pública en América Latina, un estudio sobre emisoras de televisión estatales en la región.
En 2015 publicó el libro De la concentración a la convergencia. Políticas de medios en Argentina y América Latina, un análisis de la evolución del sistema de medios de comunicación en pleno proceso de convergencia con las telecomunicaciones e Internet y un examen crítico de las políticas de comunicación en Latinoamérica, con especial acento en la Argentina
En 2021 publicó junto a Guillermo Mastrini y Ana Bizberge Grupo Clarín. From Argentine Newspaper to Convergent Media Conglomerate (Routledge). También es coautor de La concentración infocomunicacional en América Latina (2000-2015): nuevos medios y tecnologías, menos actores, con Guillermo Mastrini (Universidad Nacional de Quilmes y Observacom, 2017); Medios en guerra: balance, crítica y desguace de las políticas de comunicación 2003-2016, con Guillermo Mastrini y otros (Biblos, 2017).
En 2022 publicó junto al equipo de investigación del ICEP el libro Restauración y Cambio. Las políticas de comunicación de Macri (2015-2019), editado con Guillermo Mastrini.

## Obra
- Becerra, M. (2003) Sociedad de la Información: proyecto, convergencia, divergencia. Buenos Aires: Norma.
- Becerra, M. y Mastrini, G. (2006) Periodistas y magnates. estructura y concentración de las industrias culturales. Buenos Aires: Prometeo.
- Becerra, M. y Mastrini, G. (2009) Los dueños de la palabra. Buenos Aires: Prometeo. Disponible en el siguiente enlace: http://es.scribd.com/doc/131042867/Becerra-Martin-y-Guillermo-Mastrini-2009-Los-duenos-de-la-palabra-acceso-estructura-y-concentracion-de-los-medios-en-la-America-latina-del-siglo#scribd
- Becerra, M. y Mastrini, G. (2009) Los monopolios de la verdad. Buenos Aires: Prometeo.
- Becerra, M. y Lacunza, S. (2012) WikiMediaLeaks. Buenos Aires: Ediciones B.
- Becerra, M., Arroyo, L., García Castillejo, A. y Santamaría, O. (2013) Cajas mágicas: el renacimiento de la televisión pública en América Latina. Madrid: Tecnos. Disponible en el enlace del Banco Mundial.
- Becerra, M. (2015) De la concentración a la convergencia. Políticas de medios en Argentina y América Latina. Buenos Aires. Paidós.
- Becerra, M. y Mastrini, G. (2017) La concentración infocomunicacional en América Latina (2000-2015): nuevos medios y tecnologías, menos actores. Bernal, Universidad Nacional de Quilmes. Disponible en el enlace: https://web.archive.org/web/20180121225941/http://www.unq.edu.ar/advf/documentos/5a200e0e93ac2.pdf